# Weigenbach (Neckar)
Der Weigenbach ist ein Bach auf der Baar in Baden-Württemberg. Nach fast 5 Kilometer langem Lauf ungefähr nach Nordwesten, anfangs im Grenzbereich der Städte Villingen-Schwenningen und Trossingen in anderen Kreisen, mündet er zuletzt im Gemeindegebiet von Deißlingen im Landkreis Rottweil von rechts in den obersten Neckar.

## Geographie

### Verlauf
Der Weigenbach entspringt auf einer Höhe von ca. 738 m ü. NHN im Brunnental zwischen Weigheim und Schura und fließt von dort in nordwestliche Richtung. Er bildet dabei die Gemeindegrenze zwischen Villingen-Schwenningen und Trossingen und somit auch die Kreisgrenze zwischen dem Schwarzwald-Baar-Kreis und dem Landkreis Tuttlingen. Jenseits der Kreisstraße 5916 ist der Verlauf stark anthropogen überformt, da die Autobahn 81 durch das Weigenbachtal verläuft. Der Bach wurde hier begradigt entlang der Autobahn geführt. Nördlich des Rastplatzes Weigenbach unterquert er die Autobahn ein zweites Mal und entfernt sich von ihr in nördliche Richtung. Ab hier bildet er die Gemeindegrenze zwischen Trossingen und Deißlingen  und damit auch zwischen den Landkreisen Tuttlingen und Rottweil. Im Schluttenwald nimmt er den Steppach auf und wendet sich in westliche Richtung. Er trifft auf die Trasse der Trossinger Eisenbahn, der er bis zu seiner Mündung in den Neckar wiederum als begradigter Graben folgt. Dabei unterquert er abermals die A 81 sowie die Bundesstraße 27. Er mündet südlich des Gewerbegebiets Mittelhardt auf einer Höhe von 646 m ü. NHN von rechts und Osten in den Neckar.
Der ungefähr 4,7 km lange Lauf des Weigenbachs endet ca. 92 Höhenmeter unterhalb seines Quellgebiets, er hat somit ein mittleres Sohlgefälle von etwa 20 ‰.

### Historischer Verlauf
Der Weigenbach wurde im 20. Jahrhundert auf fast der gesamten Länge stark verändert und ist heute verkürzt und weitgehend begradigt. Der historischen Flurkarte Württembergs kann entnommen werden, dass die Mündung des Bachs früher, bevor das Weigenbachtal durch den Bau der Eisenbahnstrecke, der Autobahn und der Gewerbegebiete sowie die Begradigung des Weigenbachs stark überformt wurde, etwa 800 m weiter neckarabwärts lag. Dort mündet heute der Wiesenbach, der dort seinerzeit der Unterlauf des Weigenbachs war.

### Einzugsgebiet
Das Einzugsgebiet des Weigenbachs ist ca. 6,3 km² groß und umfasst  die Flächen zwischen Weigheim und Trossingen. Der höchste Punkt liegt auf 763,7 m ü. NHN auf dem Hochfeld nordwestlich von Schura. Im Osten grenzt das Einzugsgebiet der Zuflüsse Trosselbach und Hagenbach der Prim an. Im Norden wird es durch das Einzugsgebiet des Wiesenbachs, welches früher zum Einzugsgebiet des Weigenbachs gehörte, und des Neckars begrenzt. Im Westen grenzt das Einzugsgebiet des Weigheimer Bachs an, der ebenfalls und etwas oberhalb zum Neckar fließt. Im Süden verläuft die europäische Hauptwasserscheide zwischen Rhein und Nordsee diesseits und Donau und Schwarzem Meer jenseits, das dort angrenzende Einzugsgebiet des Schönbachs entwässert über die Elta zur fernen Donau.

### Zuflüsse
Auswahl.
- Steppach, von rechts und Südosten auf 657,3 m ü. NHN[LUBW 4] im Schluttenwald, 1,8 km[LUBW 2] und 2,7 km².[LUBW 5] Entsteht auf etwa 720 m ü. NHN[LUBW 6] am Westrand der Wohnbebauung von Trossingen zwischen Eisenbahn und L 433.

### LUBW
Amtliche Online-Gewässerkarte mit passendem Ausschnitt und den hier benutzten Layern: Lauf und Einzugsgebiet des Weigenbachs

Allgemeiner Einstieg ohne Voreinstellungen und Layer: Daten- und Kartendienst der Landesanstalt für Umwelt Baden-Württemberg (LUBW) (Hinweise)
1. 1 2  Höhe ermittelt über WPS-Prozess (Geländehöhe).
2. 1 2  Länge nach dem Layer Gewässernetz (AWGN).
3. ↑  Einzugsgebiet aufsummiert aus den Teileinzugsgebieten nach dem Layer Basiseinzugsgebiet (AWGN).
4. ↑  Höhe nach grauer Beschriftung auf dem Hintergrundlayer Topographische Karte.
5. ↑  Einzugsgebiet nach dem Layer Basiseinzugsgebiet (AWGN).
6. ↑  Höhe nach dem Höhenlinienbild auf dem Hintergrundlayer Topographische Karte.

### Andere Belege
1. ↑  Friedrich Huttenlocher: Geographische Landesaufnahme: Die naturräumlichen Einheiten auf Blatt 178 Sigmaringen. Bundesanstalt für Landeskunde, Bad Godesberg 1959. → Online-Karte (PDF; 4,3 MB)
2. ↑  Modellierte Werte nach Abfluss-BW Gewässerknoten MQ/MNQ
3. ↑  Nach dem Layer Historische Flurkarten (Württemberg) in der Kartenbasierte Suche auf LeoBW